# عبد الله البهبهاني
السید عبدالله البهبهاني (1840-1910) رجل دين شيعي وزعيم بارز في الحركة الدستورية. ولد في النجف وتلقى تعليمه على أيدي علماء مثل مرتضى الأنصاري. خلال الحركة الدستورية كان مؤثرا في المجلس. في ليلة 15 يوليو 1910 هاجم أربعة مسلحين منزله وقتلوه. يُشتبه في أن سيد حسن تقي زاده مسؤول عن الهجوم، ففر بعد ذلك من البلاد.

## حياته
ولد السيد عبد الله بهبهاني في النجف. كان والده سيد إسماعيل باحثًا مشهورًا في إيران. ينحدر من سلالة الباحث الشيعي البحريني البارز عبد الله البلادي من قرية الغريفة. تلقى تعليمه في النجف على يد علماء مثل مرتضى الأنصاري،  وحسين كوه الكمره أي، وميرزا حسن الشيرازي، والشيخ رضي النجفي وأصبح مؤهلاً لتقديم الإرشاد الديني.

## الجهود السياسية
أمضى السيد عبد الله البهبهاني معظم حياته في التعبير عن آرائه السياسية. تضمنت حملاته رفض المشاركة في احتجاج التنباك؛ عدم الرضا عن اختيار عين الدولة وزيراً أعظم. رغبة في إبرام معاهدة تضامن مع السيد محمد طباطبائي. الموافقة على محاربة الحاكم في ذلك الوقت (أشار أحمد الكسروي إلى هذه المعاهدة على أنها بداية الثورة الدستورية الفارسية)؛ تداول صورة نوس (المشرف البلجيكي على الجمارك الإيرانية) وهو يرتدي ملابس عالم إسلامي في حفلة تنكرية ويطلب إبعاده؛ البحث عن ملاذ آمن في الري بعد إبداء اعتراضات على ارتفاع أسعار السكر ومعاقبة التجار المعنيين؛ إنشاء مجمع يعرف بالحوزة الإسلامية بهدف وقف التخريب الذي قام به عين الدولة لتأسيس بيت العدل. والهجرة إلى العراق احتجاجًا على إخفاقات الحكومة (تعتبر هذه الهجرة الآن هجرة كبرى). وبقي في العراق حتى صدور المرسوم الدستوري لمظفر الدين شاه قاجار. وافق على مشاركة يهود وأرمن كنائبين في المجلس الإيراني الأول (المجلس التشريعي الفارسي)،  اعترض على قصف المجلس من قبل محمد علي شاه قاجار، واعترض على الإعدام. فضل الله النوري.

### زعيم الحركة الدستورية
بعد نشر صورة نوس (المشرف البلجيكي على الجمارك الإيرانية) في حفلة تنكرية مرتديًا الملابس الخاصة بالعالم الإسلامي، أظهر سيد عبد الله البهبهاني الصورة على الناس وطلب طرد نوس. بدأت المعركة ضد الحكومة بإرسال رسائل إلى أربعة مجتهدين في طهران. قبل ميرزا السيد محمد الطباطبائي طلبه وأبرمت معاهدة تضامن بينه وبين السيد عبد الله البهبهاني. عندما عاد مظفر الدين شاه قاجار إلى إيران، في وقت كان هناك استياء متزايد بين الناس والعلماء ضد الحكومة، وتم فصل عين الدولة أخيرًا، أصدر شاه أمرًا دستوريًا. لم يكن السيد عبد الله البهبهاني وميرزا سيد محمد الطباطبائي نوابًا أو عضوًا في المجلس، لكنهما شاركا في الاجتماع بأكمله.

## اغتيال
في البرلمان الثاني، تم تقسيم النواب إلى مجموعتين: تقدمية متطرفة ومعتدلة. دعم البهبهاني المجموعة المعتدلة وأصبح شخصية مؤثرة عندما نشأت خلافات في الرأي بين المجموعتين، مما جعل النواب التقدميين المتطرفين بقيادة السيد حسن تقي زاده يكرهونه. في ليلة الجمعة 15 يوليو 1910، هاجمه أربعة مسلحين مرتبطين بالاشتراكيين الديمقراطيين في منزله وقتلوه. يُشتبه في أن سيد حسن التقي زاده مسؤول عن الهجوم، ففر بعد ذلك من البلاد. وكان حيدر خان عمو أوغلي قد دبر عملية الاغتيال. ونقل جثمان البهبهاني إلى النجف ودفن في باحة مرقد علي بن أبيطالب.

## الكتب
ألف سيد عبد الله البهبهاني «رسائل ومسائل في الفقه»، الذي احتوى 25 كتيبًا، تناقش كل منها قضية فقهية معينة.